# Droit d'inventaire
Ne doit pas être confondu avec Droit d'inventaires.
Droit d'inventaire est un magazine de télévision français consacré à l'histoire. Diffusé sur France 3 d'octobre 2007 à juillet 2009, il était présenté par Marie Drucker avec l'historien Max Gallo et produit par Éléphant et Cie, société dirigée par Emmanuel Chain.

## Concept
Lors de sa première saison, l'émission est consacrée à l'histoire. Max Gallo, historien et académicien, apporte ses éclairages. Des invités commentent les reportages, débattent des thèmes traités et répondent aux questions de la journaliste.
À partir de la rentrée 2008, le magazine entend s'ouvrir vers des sujets plus sociétaux, tout en conservant une perspective historique.

## Sujets[2]

### Saison2007/2008
- De Gaulle (10 octobre 2007)[3]
- La Résistance et la Libération (28 novembre 2007)[4]
- Mai 68, une révolution française (23 janvier 2008)[5]
- L'histoire secrète des rois d'Europe (26 mars 2008)[6]
- Israël et la naissance d'un État  (14 mai 2008)[7]
- Quand l'Élysée est en vacances (11 juin 2008)[8]

### Saison2008/2009
Durant cette saison, jusqu'à plusieurs sujets sont traités à chaque épisode.
| Titre                                            | 1re diffusion     | Invités                                                        | Titre sujet no 1                               | Titre sujet no 2                                   | Titre sujet no 3                           | Titre sujet no 4                                  |
| ------------------------------------------------ | ----------------- | -------------------------------------------------------------- | ---------------------------------------------- | -------------------------------------------------- | ------------------------------------------ | ------------------------------------------------- |
| La France des privilèges                         | 17 septembre 2008 | Alain Krivine, Geoffroy Roux de Bézieux et Roger Karoutchi     | Politique : vive les privilèges !              | Grandes écoles : interdit aux pauvres ?            | Cinéma : le temps des « fils de… »         | Babyboomers : génération privilège ?              |
| Medias et pouvoir : scoops, scandales et censure | 22 octobre 2008   | Michèle Cotta, Catherine Nay et Patrick Poivre d'Arvor         | Vie privée des présidents : le pacte du secret | Télé : Quand les têtes tombent                     | Canard Enchaîné : un siècle de révélations | Les politiques « jetés aux chiens »?              |
| Prêts à mourir pour la France ?                  | 3 décembre 2008   | Philippe Séguin et Jean-Pierre Chevènement                     | La Marseillaise : deux siècles de polémiques   | Ces femmes qui ont gagné la guerre de 14           | Algérie, la guerre sans héros              | Les Français du Débarquement                      |
| Les grandes dynasties patronales                 | 25 février 2009   | Serge Dassault                                                 | L'Oréal, une histoire secrète                  | Marcel Dassault, des avions, du pouvoir et du rêve | Wendel, les indestructibles                |                                                   |
| Dans les secrets de la police                    | 1er avril 2009    | Bernard Squarcini, Paul Quilès, Éric Yung et Lucien Aimé-Blanc | Des flics, des filles et des indics            | Confession d'un ripou                              | RG : un siècle de police politique         | Contre-enquête sur les experts                    |
| Les premières dames                              | 6 mai 2009        | Bernadette Chirac (en invitée exceptionnelle)                  | Bernadette Chirac, la revanche de la tortue    | Claude Pompidou                                    | Les secrets de Jackie Kennedy              | Les maléfiques : Elena Ceaucescu et Imelda Marcos |
| Ces Français qui ont choisi Hitler               | 3 juin 2009       |                                                                |                                                |                                                    |                                            |                                                   |

### Rediffusion
- De Gaulle (rediffusion le 30 juin 2009) 22h35
- Quand l'Élysée est en vacances (rediffusion le 7 juillet 2009) 23h05
- La Résistance et la Libération (rediffusion le 21 juillet 2009) 23h35
- Médias et pouvoir scoops scandales et censures (rediffusion 28 juillet 2009) 23h30

## Musique
La musique que l'on peut entendre sur le générique est Westernize d'Avia, disponible sur la compilation Paris Lounge 2 - Paris By Day 12:00pm.